# Isolotti Ghermignago
Gli isolotti Ghermignago, scogli Germinach o Garmignak (in croato Garmenjak Veliki e Garmenjak Mali)
sono due piccoli isolotti della Dalmazia settentrionale, in Croazia, che fanno parte dell'arcipelago zaratino. Si trovano nel mar Adriatico centrale, a sud dell'isola Lunga e della grande baia di porto Taier o Tajer (luka Telašćica). Amministrativamente appartengono al comune di Sale, nella regione zaratina.

## Geografia
I due isolotti sono adiacenti alla lunga penisola che chiude a sud porto Taier e che termina in punta Belvedere (rt Vidilica):
- Ghermignago Grande[9] o Germignago[7] (Garmenjak Veliki o Veli), ha una forma vagamente triangolare e una lunghezza di circa 570 m[1]; ha una superficie di 0,093 km²[10], una costa lunga 1,43 km[10] e un'altezza di 39 m[1]. Si trova ad ovest di punta Belvedere, alla distanza approssimativa di 1,2 km[1], e a 170 m[1] dalla costa dell'isola Lunga.
- Ghermignago Piccolo[11] (Garmenjak Mali), si trova 400 m[1] a nord-ovest del Grande; ha una forma ovale, una superficie di 0,031 km²[10], una costa lunga 0,7 km[10] e un'altezza di 14 m[1]. La sua distanza dall'isola Lunga è di soli 120 m[1] 43°52′27″N 15°10′33″E.

### Isole adiacenti
- Scoglio Taier[12], Tajer[3][4] o Tagliarich[5] (hrid Taljurić), piatto e basso, sembra un tagliere, ha 60 m di diametro, 3 m di altezza[13][14] e una superficie di 1463 m²[8]; si trova 830 m a sud-est di Ghermignago Grande e 350 m a sud-ovest di punta Belvedere 43°51′50″N 15°11′37″E.

### Cartografia
- (HR) Mappa topografica della Croazia 1:25000, su preglednik.arkod.hr. URL consultato il 9 ottobre 2017.
- G. Giani, Carta prospettiva delle Comuni censuarie della Dalmazia, foglio 2, 1839. Fondo Miscellanea cartografica catastale, Archivio di Stato di Trieste.